# Trobec
Trobec je priimek več znanih Slovencev:
- Anina Trobec (*1988), pevka skupine Generator
- Anja Trobec, geografinja
- Anton Trobec (1845—1920), kamnosek in narodnogospodarski organizator
- Dare Trobec, slikar amater in fotograf
- Duša Trobec Bučan (*1958), pravnica in političarka
- Edward Trobec, ameriški slikar in kipar slov. korenin (tudi fotograf)
- Elvis Trobec (pr.i. Oskar Trobec), imitator Elvisa Presleya
- Jakob (James) Trobec (1838—1921), duhovnik, škof in misijonar v ZDA
- Jože Trobec (*1948), slikar, risar, karikaturist, oblikovalec
- Marjan Trobec (1948—1982), slovenski gledališki in filmski igralec
- Metod Trobec (1948—2006), serijski morilec
- Neža Trobec (*1979), pevka zabavne glasbe
- Špela Trobec (*1974), slikarka/likovna umetnica, grafična oblikovalka, pevka več zasedb
- Tomaž Trobec, veterinar
- Varja Jovanović Trobec, fotografinja